# Mazda Capella Cargo Hydrogen
La Mazda Capella Cargo Hydrogène est un prototype du constructeur automobile Japonais Mazda datant de 1995.
Il s'agit d'une variante de la Mazda Capella 626 de troisième génération dans sa version break appelée "Cargo" dont la particularité est d'utiliser une pile à combustible alimentée par hydrogène.